# Lili Brik
Lilya Iourievna Brik (en russe : Лиля Юрьевна Брик), ou Lilja, dite Lili Brik, est une actrice et réalisatrice russe. Née le 30 octobre 1891 (11 novembre dans le calendrier grégorien) à Moscou (Russie) sous le nom de Kagan (Каган), elle meurt le 4 août 1978 à Peredelkino (URSS).
Membre du mouvement d'avant-garde russe, elle est proche du poète russe Vladimir Maïakovski, qu'elle aide à faire publier. Son image sera aussi associée à la maison d'édition Gosizda.

## Biographie

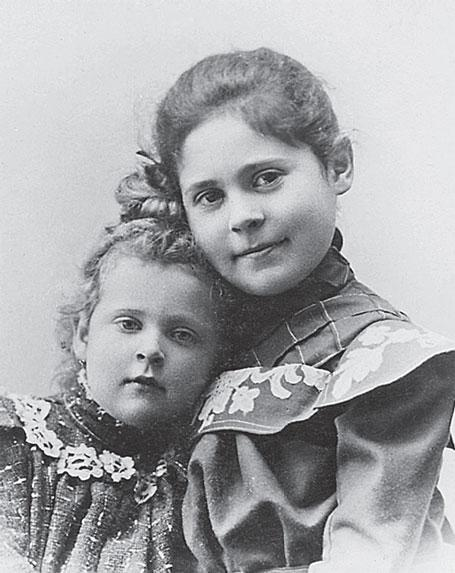
Lili et sa sœur Ella (vers 1900).

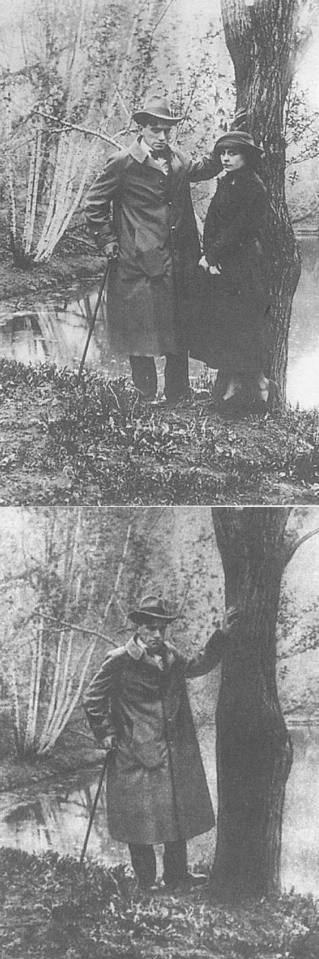
Maïakovski et Brik en 1918 - avant et après la censure soviétique.

Lilya Iourievna Kagan est née en 1891 à Moscou d'une famille juive originaire des pays baltes. Elle est la fille du juriste Yuri Alexandrovich Kagan (? - 1915) et de Yelena Youlevna Berman, pianiste professionnelle et professeure de musique. Son père est spécialisé dans les contrats d’édition d'artistes et d'écrivains et s'intéresse particulièrement aux problèmes liés au droit de résidence des Juifs à Moscou. Cependant, l'antisémitisme étatique l'empêche d'être assermenté. En 1913, il devient jurisconsulte à l’ambassade d’Autriche.
Lilya et sa sœur Ella, sa cadette de cinq ans, reçoivent une éducation classique. Elles apprennent le piano, le français et l'allemand, langues parlées également par leurs parents. Lilya voyage en Europe avec sa sœur et sa mère, pour laquelle les arts, la musique en particulier, tiennent une place importante. Dès leur adolescence, les deux sœurs sont réputées pour leur beauté et leur charme, et de nombreux artistes brossent leurs portraits.

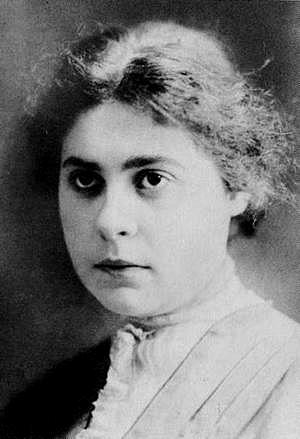
Portrait de Lilya Brik (1915-1916).

Lilya Kagan étudie l'architecture à Moscou, se forme au ballet et au théâtre. Elle écrit également de la poésie. En 1905, Lilya se joint aux révolutionnaires russes dont fait partie Ossip Brik, écrivain de l'avant-garde russe, critique littéraire, éditeur et partie prenante de la révolution d'Octobre. Lilya et Ossip se marient en 1912.
En 1915, le couple reçoit dans son appartement à Saint-Pétersbourg de nombreux artistes, cinéastes et écrivains faisant partie de la nouvelle génération d'artistes révolutionnaires russes, futuristes ou formalistes, notamment Boris Pasternak, Victor Chklovski ou Roman Jakobson. La sœur cadette de Lilya, Ella, âgée de 19 ans, y introduit le poète futuriste Vladimir Maïakovski, installé à Moscou, avec qui elle entretient une relation amoureuse,.

Ossip Brik est conquis et publie aussitôt ses poèmes qui le rendent rapidement célèbre. Lili devient la maîtresse et la muse de Maïakovski,. Ils décident alors de ne jamais se séparer et forment, avec son mari, un trio non conventionnel. À partir de 1918, alors que Maïakovski et le couple Brik sont devenus inséparables, Maïakovski suit les Brik dans la succession de maisons et d'appartements que ceux-ci occupent, formant un véritable ménage à trois. Dans les années 1920, le trio voyage à Berlin et Paris, où ils retrouvent la sœur de Lili, devenue Elsa Triolet. Les relations entre les Brik et Maïakovski se dégradent vers 1925. Lili Brik continue à pratiquer l'amour libre, à la mode dans la révolution sexuelle du milieu artistique russe de l'époque[réf. souhaitée]. 

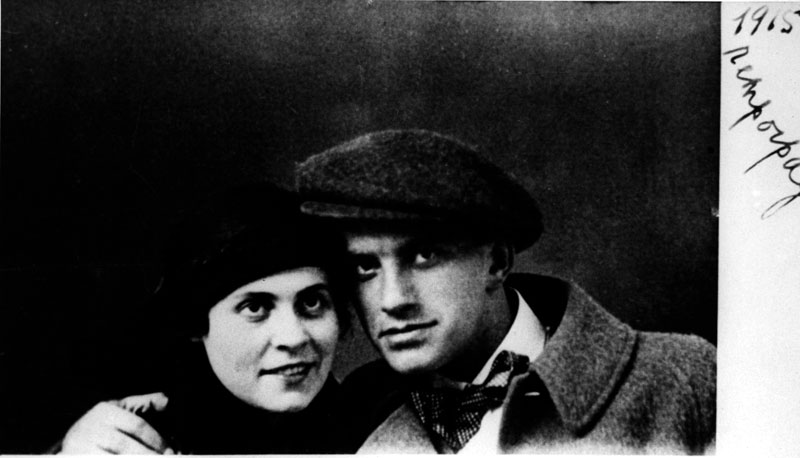
Lili Brik et Vladimir Maïakovski (1915).

En 1928, le régime soviétique renforce les contrôles et la répression stalinienne se fait pressante.
Maïakovski se suicide le 14 avril 1930, d'une balle dans le cœur. On trouve ce mot : « Maman, mes sœurs, mes amis pardonnez-moi — ce n'est pas la voie (je ne la recommande à personne) mais il n'y a pas d'autre chemin possible pour moi. Lili aime-moi! » Il désigne également dans son testament Lili Brik comme exécutrice testamentaire[réf. souhaitée].
La même année, Lili Brik divorce de son mari et épouse le général Vitali Primakov. Lili Brik œuvre pour que Maïakovski ne tombe jamais dans l'oubli[réf. souhaitée]. Elle rassemble notamment les écrits du poète dans le but de les faire publier, ce qui sera fait en 1935. La correspondance entre Lili Brik et Maïakovski montre des lettres d'amour enflammées du poète auxquelles répondent des demandes d'envoi d'argent par Lili Brik ; leur romance apparaît alors comme une « légende tragique »[réf. souhaitée]. Cependant, c'est grâce à elle que la mémoire de Maïakovski est sauvegardée : des statues à son honneur sont érigées dans tout le pays, ses œuvres sont réimprimées et des fermes et usines collectives prennent son nom.

Dans une lettre de 1935 envoyée à Joseph Staline, Lili Brik se plaint que l'héritage poétique de Maïakovski soit abandonné. Staline transmet alors la mission à Nikolai Yezhov de prendre soin de cette question en lui écrivant : 
« Camarade Yezhov, merci de vous occuper de la lettre de Brik. Maïakovski est toujours le plus grand et le plus talentueux poète de l'ère soviétique. L'indifférence à son héritage culturel est criminelle. Les plaintes de Brik sont, à mon sens, justifiées… »
Lili Brik et Vitali Primakov font partie de la liste établie par Staline des personnes soupçonnées d'être partisanes de Léon Trotski. Vitali Primakov est arrêté en 1936 et exécuté en 1937. Lili Brik aurait été épargnée par Staline lui-même en apportant la justification suivante : « On ne touche pas à la femme de Maïakovski. » 
En 1938, elle devient la compagne de l'écrivain Vassili Katanian et le couple, installé à Moscou, passe la plupart de son temps à diffuser l'œuvre de Maïakovski.
Dans les années 1950, une campagne antisémite (Complot des blouses blanches) atteint aussi Lili Brik. En 1954, son ancien mari le général Primakov est réhabilité. L'année suivante, Lili Brik obtient l'autorisation de voyager et de rendre visite à sa sœur Elsa à Paris. La censure soviétique des années 1960 tente d'effacer ses rapports avec Maïakovski.
En 1978, à l'âge de 86 ans, après une chute d'une chaise qui devait la laisser invalide pour le restant de ses jours, elle se suicide, en absorbant une dose mortelle de somnifères.

## Carrière artistique et inspiration

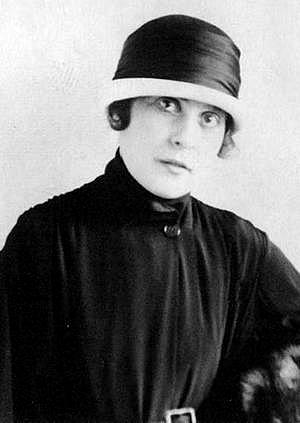
Portrait de Lilya Brik (1914).

Professionnellement, Lili Brik s'est essayée à la sculpture, l'architecture, au théâtre, au roman, au cinéma, au ballet ; elle a travaillé dans la publicité. Elle fonde l'un des salons littéraires les plus célèbres de Moscou du XXe siècle, qui survit à tous les autres quand « La littérature a été annulée »[réf. souhaitée].
Dans les années 1920, Lili Brik réalise un documentaire sur les fermes collectives juives en Russie, Jews On the Land, et une parodie sur le cinéma bourgeois intitulée The Glass Eye.
En 1923, elle fonde avec Serge Tretiakov, le journal LEF pour Leftist Front of Arts, qui devient la revue du constructivisme russe.
Lili Brik pose pour Alexandre Rodtchenko (1891–1956) qui avait abandonné la peinture et la sculpture pour la photographie. Alexandre Rodtchenko intègre les portraits de Lili Brik dans des photomontages pour des affiches, des brochures et des publications. Une des images marquantes est la photo qui illustre le poème Pro Eto de Maïakovski, en 1923. Lili Brik pose les yeux écarquillés, le regard fixe. Une autre affiche connue est celle réalisée pour l'éditeur soviétique, Gosizdat, en 1924, sur laquelle Lili Brik, la bouche ouverte, crie dans un mégaphone : « LIVRES dans tous les domaines de la connaissance ! »,. Par la suite, cette affiche est souvent reprise et réinterprétée par des artistes occidentaux.
Pablo Neruda l'appelait la « muse de l'avant-garde russe »,. Les hommes l'adoraient : la liste des admirateurs de Brik comprenait pratiquement tout le cercle d'artistes d'avant-garde russes et d'éminentes personnalités culturelles, d'Alexandre Rodtchenko à Serge de Diaghilev.
La beauté ou le charme de Lili Brik inspirent de nombreux artistes qui exécutent son portrait pictural et photographique : Alexandre Rodtchenko, Alexander Tyshler, Nikolaï Fyodorovich Denisovsky, Alexander Silins, David Shterenberg, David Burlyuk, et plus tard Fernand Léger, Henri Matisse ou Marc Chagall, Vassily Krotkov, Alexey Solovev, Tatiana Veranes...
Son nom est souvent abrégé par ses contemporains en « Л.Ю. » ou « Л.Ю.Б. » qui sont les premières lettres du mot russe « любовь, lyubov » : « amour ».

## Publications
- Lettres à Lili Brik (1917-1930), trad. Andrée Robel, Claude Frioux, Paris : Gallimard Poche, 1999
- Лиля Брик - Эльза Триоле: Неизданная переписка (1921-1970), Москва : Эллис Лак, 2000
- Lili Brik - Elsa Triolet : Correspondance inédite (1921-1970), Moscou : Ellis Lak, 2000
- Lili Brik - Elsa Triolet : Correspondance 1921 - 1970, traduit du russe sous la direction de Léon Robel, NRF Gallimard, 2000